# Place Masséna
Place Masséna è una piazza storica di Nizza intitolata ad Andrea Massena, vicino alla celebre Promenade des Anglais.
La sua pianta è stata progettata da Joseph Vernier nel 1843-1844 e, prima che il fiume Paglione fosse coperto, il Pont-Neuf, che la incontra, era l'unica via praticabile tra la città vecchia e quella moderna. Sin dalla sua costruzione è sempre stata fulcro di eventi pubblici, culturali, tradizionali e delle parate militari in occasione della festa nazionale della presa della Bastiglia, che si tiene il 14 luglio. La piazza nel corso degli anni ha subito numerose trasformazioni mantenendo il suo ruolo principale di punto nevralgico della città sia per la sua storia sia per l'importanza logistica che assume dal punto di vista del trasporto urbano.

## Storia

### I Savoia e la Nizza moderna

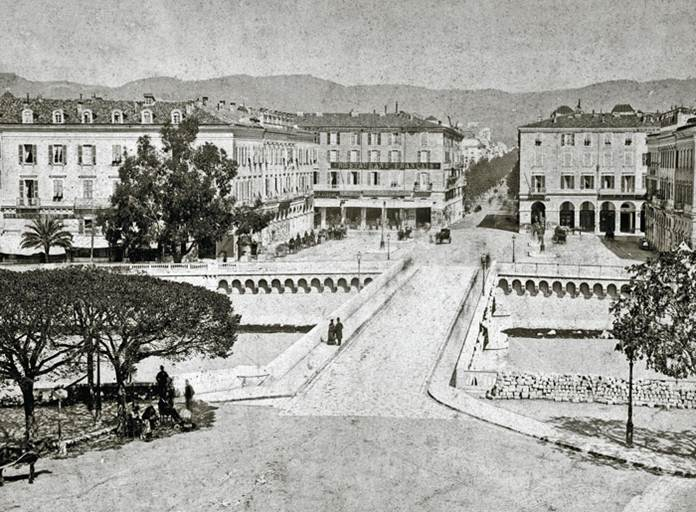
Place Massena prima della copertura del Paglione, in primo piano il Pont-Neuf

Place Masséna ha alle spalle circa due secoli di vita in cui ha cambiato spesso aspetto e ospitato nuovi e ambiziosi progetti di sviluppo. Nizza viene fondata dai coloni greci della città di Focea nel 350 a.C. e presto si trasforma in un importante porto commerciale della costa ligure. Nei secoli diversi regni si avvicendano nel controllo della città. Nel 1388, il comune di Nizza si mette sotto la protezione della famiglia reale dei Savoia, guidata da Amedeo VII. Nel tempo la città passa dal controllo sabaudo a quello francese e viceversa. Dal 1814 torna sotto sovranità del regno dei Savoia. Già dieci anni dopo una circolare reale incoraggia le autorità municipali a redigere piani regolatori per l'abbellimento e la modernizzazione urbana delle città. Nel 1820 su progetto di un ingegnere nizzardo Louis Gardon e con il contributo di privati che abitano nelle case vicine, è avviata la costruzione del ponte, più prossimo alla costa rispetto al Pont-Vieux e completato nel 1824, che prende il nome del nuovo re di Sardegna, Carlo Felice (al potere dal 1821): il Pont Royal Saint-Charles, solitamente indicato dai nizzardi come il Pont-Neuf. Successivamente la pianificazione dell'area passa sotto la guida del Consiglio d’Ornato. L'architetto Jean-Antoine Scoffier e il geometra Louis Trabaud si pongono come obbiettivo principale quello di creare un attraversamento del fiume Paglione per estendere la città sulla sua riva destra. Il progetto viene approvato da re Carlo Alberto il 26 maggio 1832, appena un anno dopo la sua ascesa al trono, con l'intenzione di abbellire e modernizzare la città.

### Le trasformazioni di Piazza Carlo Alberto

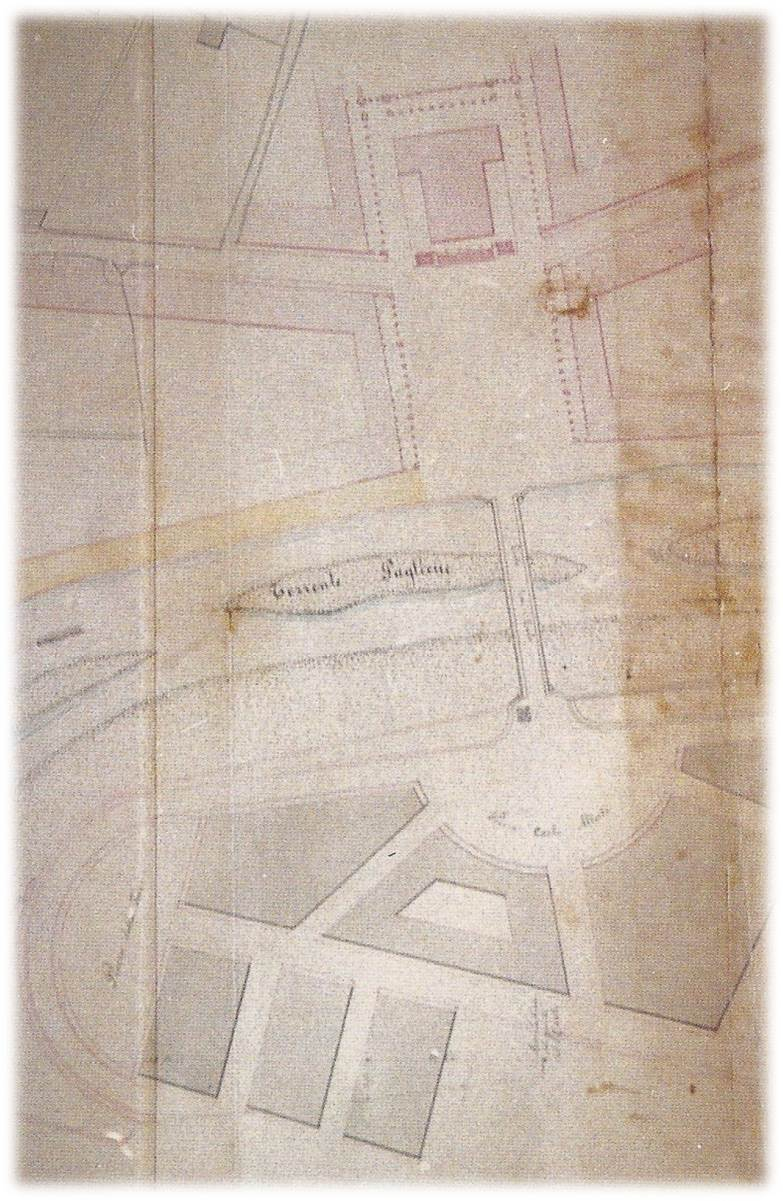
Il piano di sviluppo di Joseph Vernier per Place Masséna

Nella zona centrale, all'intersezione tra l'asse del ponte e la linea nord delle facciate di Rue du Pont-Neuf, viene costruita una piazza semicircolare che prende anch'essa il nome di Carlo Alberto. La piazza è quindi divisa in due parti e il Pont-Neuf diventa il prolungamento sul fiume Paglione dei due lembi della stessa piazza. La logica dell'assegnazione del nome del sovrano al luogo permette di affermare concettualmente il potere della dinastia reale sulla città di Nizza. Da allora, per tutta la sua esistenza, tra il 1832 e il 1860 il Consiglio d’Ornato ha cercato di rendere coerente e armonica l'area, perché, se da un lato del ponte si presenta a forma di semicerchio, il perimetro dell’altra parte della riva è rettangolare. Questa diversità geometrica si è mantenuta fino ad oggi nonostante i numerosi piani regolatori succedutisi nel corso dei suoi due secoli di vita. 
Con l’architetto nizzardo Joseph Vernier, Piazza Carlo Alberto, dalla parte nord (detta anche “Piazza Quadrata”) si iniziano i lavori della chiesa del Vœu. Qui Vernier ha definito in anticipo il profilo degli edifici che delimitano la piazza ristrutturandoli in chiave moderna. La realizzazione del progetto è resa possibile grazie all’intervento del re che risolve i conflitti con i privati proprietari di parti dell'area, espropriando, il 5 dicembre 1834, il territorio in questione. Tuttavia, i lavori devono arrestarsi a causa dello straripamento del fiume nel 1837, che trasforma Piazza Carlo Alberto in una palude. Vernier presenta poi un ulteriore progetto di modernizzazione della piazza, che il 29 dicembre 1843, viene adottato dal Consiglio Comunale e confermato con una lettera di brevetto del 2 aprile 1844. La forma geometrica della piazza è mantenuta nonostante il trasferimento dell'edificio della chiesa che è situata nell’attuale via Tonduti de l’Escarène. Il progetto iniziale prevedeva la costruzione di portici tutt'intorno alla piazza sul modello di Rue de Rivoli a Parigi. Joseph Vernier progetta 17 portici con pilastri lisci e archi che riprendono lo stile sabaudo di Piazza San Carlo a Torino. Nel 1859 oltre alle case borghesi, fanno il loro ingresso nella piazza le Galeries Lafayettes. È poi lo stesso Consiglio d’Ornato ad indicare le pietre e i colori che caratterizzano i palazzi che si affacciano sulla piazza; questa si pone a metà strada tra le caratteristiche architettoniche e stilistiche francesi e quelle italiane.

### Da Piazza Carlo Alberto a Piazza Massena

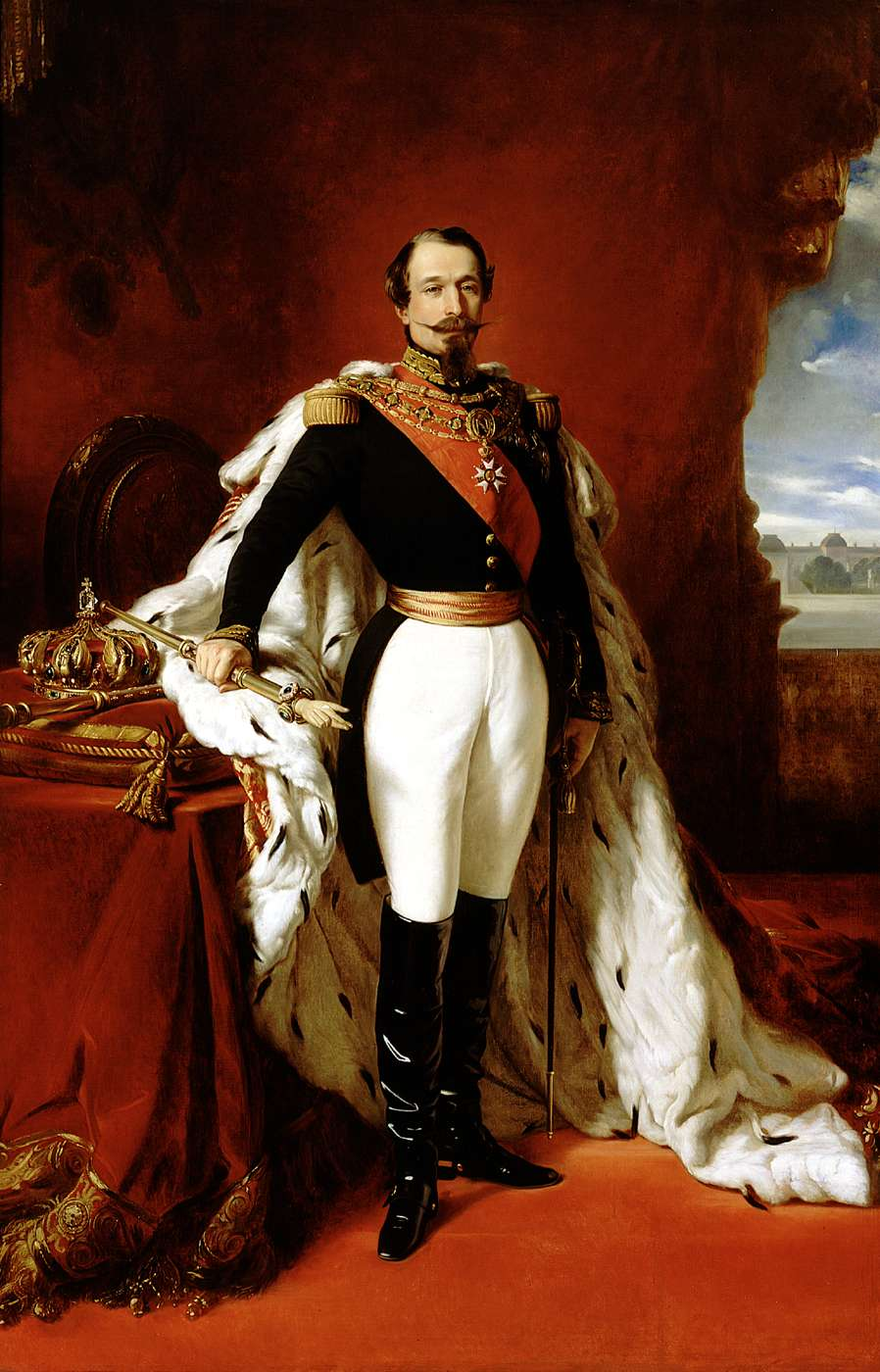
Napoleone III

Nel 1860, in base agli accordi di Plombières siglati da Cavour due anni prima, Nizza viene ceduta alla Francia in cambio del riconoscimento da parte di Napoleone III delle annessioni al Regno di Sardegna nell'Italia centrale. Il passaggio di sovranità, confermato dal trattato di Torino, è consacrato da un plebiscito confermativo, nonostante l'opposizione del nizzardo Giuseppe Garibaldi. Con il passaggio dal controllo sabaudo a quello francese, Piazza Carlo Alberto diventa Piazza Massena. Il nome è un omaggio al maresciallo dell’Impero Andrea Massena nato a Nizza, allora soggetta al Re di Sardegna, nel maggio del 1758 Il cambio di nome si trova già nei testi ufficiali del 1852. La pavimentazione della piazza, ancora molto fatiscente a causa di un'inondazione avvenuta nel 1837, viene terminata in occasione della visita di Napoleone III nel 1860. Il nome Masséna viene mantenuto e anche durante la Terza Repubblica; quando i lavori di recupero contribuiscono all'unificazione urbanistica di questa parte della città, si dimenticano i nomi dei sovrani piemontesi dati al ponte, Pont Royal St-Charles, e alla piazza Carlo Alberto. Difatti se Garibaldi rappresenta l’identificazione di Nizza con l’Italia, Massena è il simbolo dell’identificazione di Nizza con la Francia. 

### La copertura del Paglione

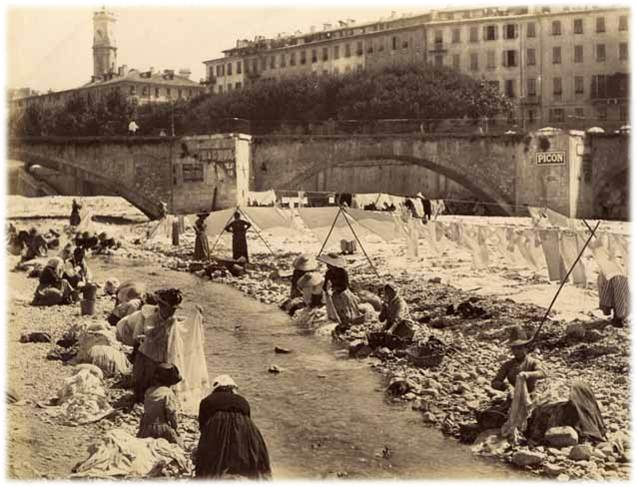
Il Paglione prima della copertura

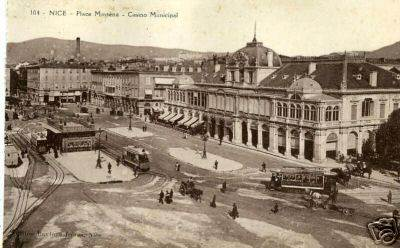
Place Massena dopo la copertura del Paglione

Il Paglione nell’Ottocento ha un aspetto completamente diverso da oggi. Nel 1861, Ulysse Pic scrive: 
(Ulysse Pic)
È quindi un problema reale per lo sviluppo e l'abbellimento della città, e il suo sviluppo comporta necessariamente una copertura. Il primo tentativo arriva con il prolungamento di Piazza Massena che oggi prende il nome di piazza Général-Leclerc. Questo giardino di 4.500 metri quadrati è la parte coperta del fiume più antica, poiché viene costruita tra il 1866 e il 1868 sotto la direzione dell’ingegnere Joseph Durandy. Successivamente, nel 1879, Omer Lazard negozia con il municipio la costruzione di un casinò municipale in cambio di un'ingente somma di denaro per il proseguimento della copertura da Place Masséna al mare. Il progetto prevede anche la realizzazione di vasti giardini. In seguito a problemi finanziari che causano un cambio di concessionari, il completamento dell'opera avviene solo nell'agosto del 1883. infatti è solo con la copertura del Paglione che uno dei giardini antecedentemente progettati, intitolato Giardino del Re Belga Alberto I negli anni Novanta del XIX secolo, viene terminato: esso ha un'estensione che parte dalla Promenade des Anglais fino a confinare con Piazza Massena e rafforza la prospettiva aperta di quest'ultima. Il casino viene inaugurato il 4 febbraio 1884 e i nizzardi lo chiamano, in modo peggiorativo e per mostrare una certa opposizione al progetto, la "Féniera" (il Granaio).

## Profilo architettonico e artistico

### Architettura della piazza

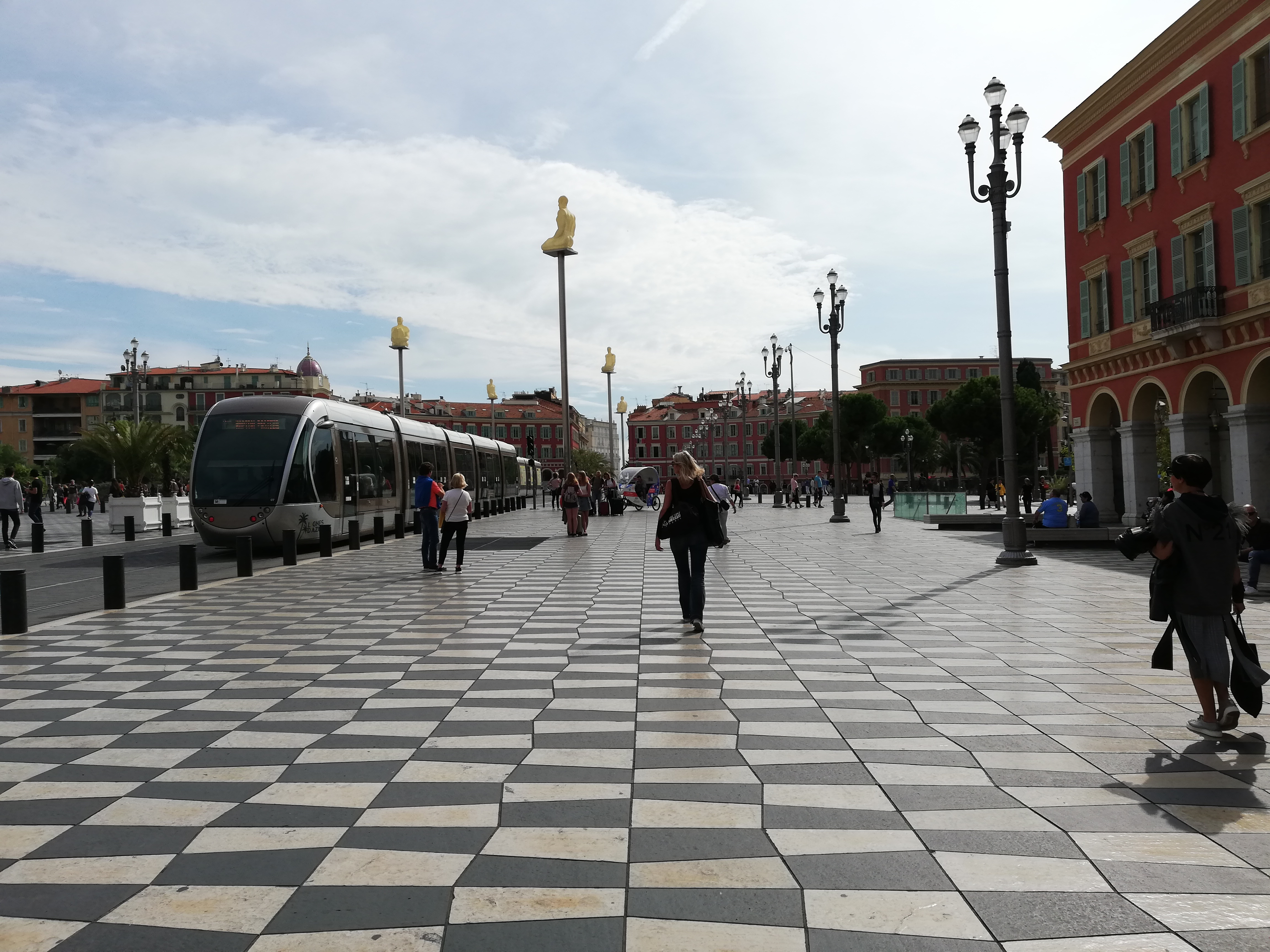
La nuova tranvia di Nizza passante per Place Massena

Nel corso del tempo, Piazza Massena diventa molto importante nell'organizzazione urbana della città. Infatti, se da un lato è il cuore della nuova città che sta sorgendo sulla riva destra del Paglione, dall'altro è anche l'elemento di collegamento con la città vecchia. La piazza, essendo un luogo di passaggio per i turisti e gli abitanti del luogo, vede il fiorire di negozi di vario tipo, caffè e bistrot. Tutto ciò la rende uno dei centri di commercio più importanti della città già a partire dalla Belle Époque.

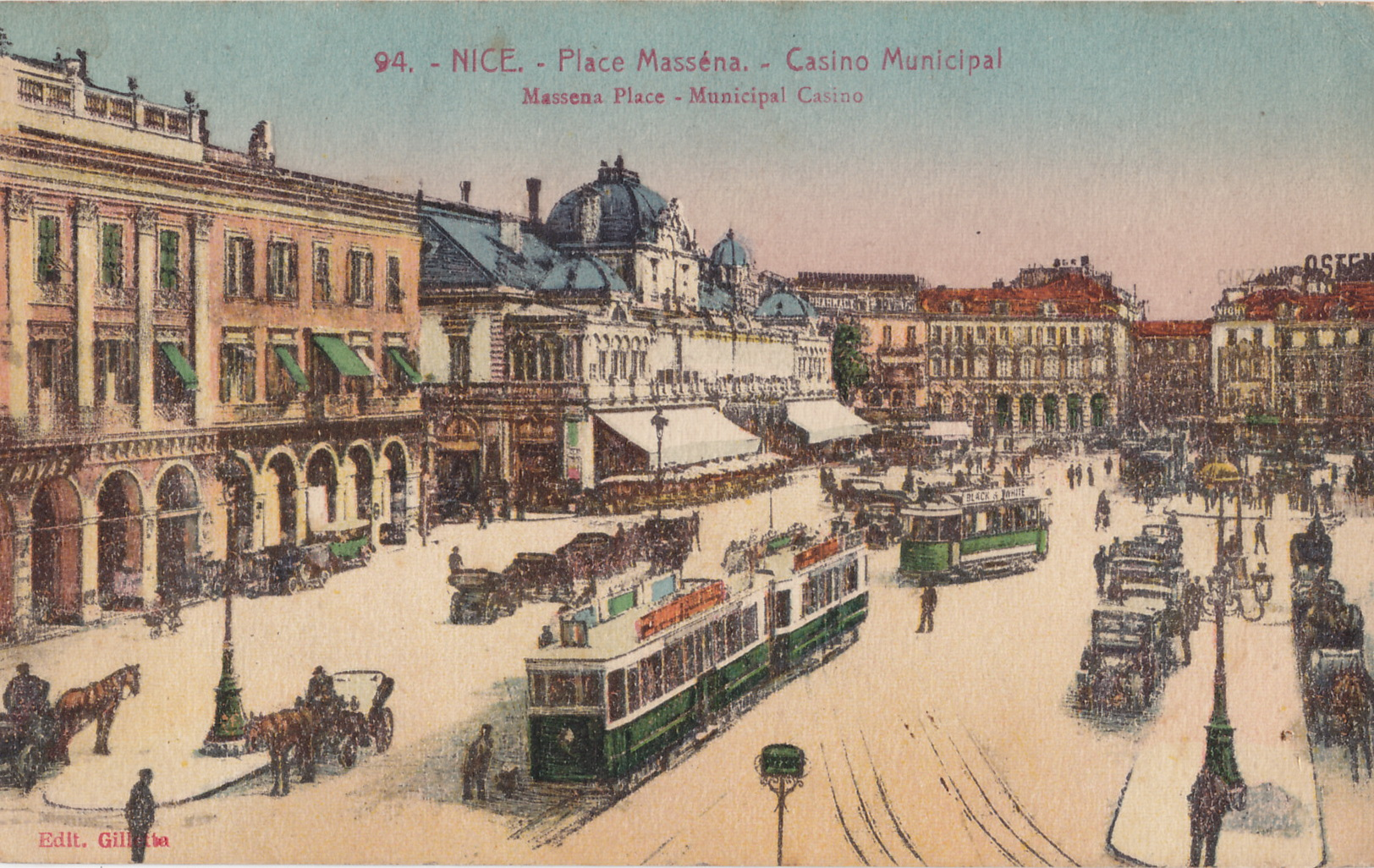
Cartolina di Place Massena datata 1920

Piazza Massena è anche il cuore della rete dei trasporti della città: da qui, infatti, parte la “ferrovia americana”, termine utilizzato per indicare le tramvie a trazione animale. Il progetto è elaborato nel 1871 ed entra in funzione nel febbraio del 1878. Nel 1895 la tramvia si modernizza per merito della trazione elettrica permettendo alla rete di trasporti locale di entrare nell’era moderna ed estendendo la linea fino al quartiere di Cimiez. La rete viene elettrificata completamente, però, solo nel 1899 grazie all’accordo stipulato tra la città e la società “Tramways de Nice et du Littoral TNL”, quest’ultima introdurrà i tram a filo sospeso. Place Masséna rimane il punto nevralgico per questo tipo di trasporti ed ospita così, dal 1900, anche la nuova stazione centrale che collega la città con destinazioni antecedentemente non raggiungibili con i mezzi pubblici. Col tempo il sistema dei trasporti pubblici della città è andato ad ampliarsi, sviluppandosi di pari passo con la città stessa.

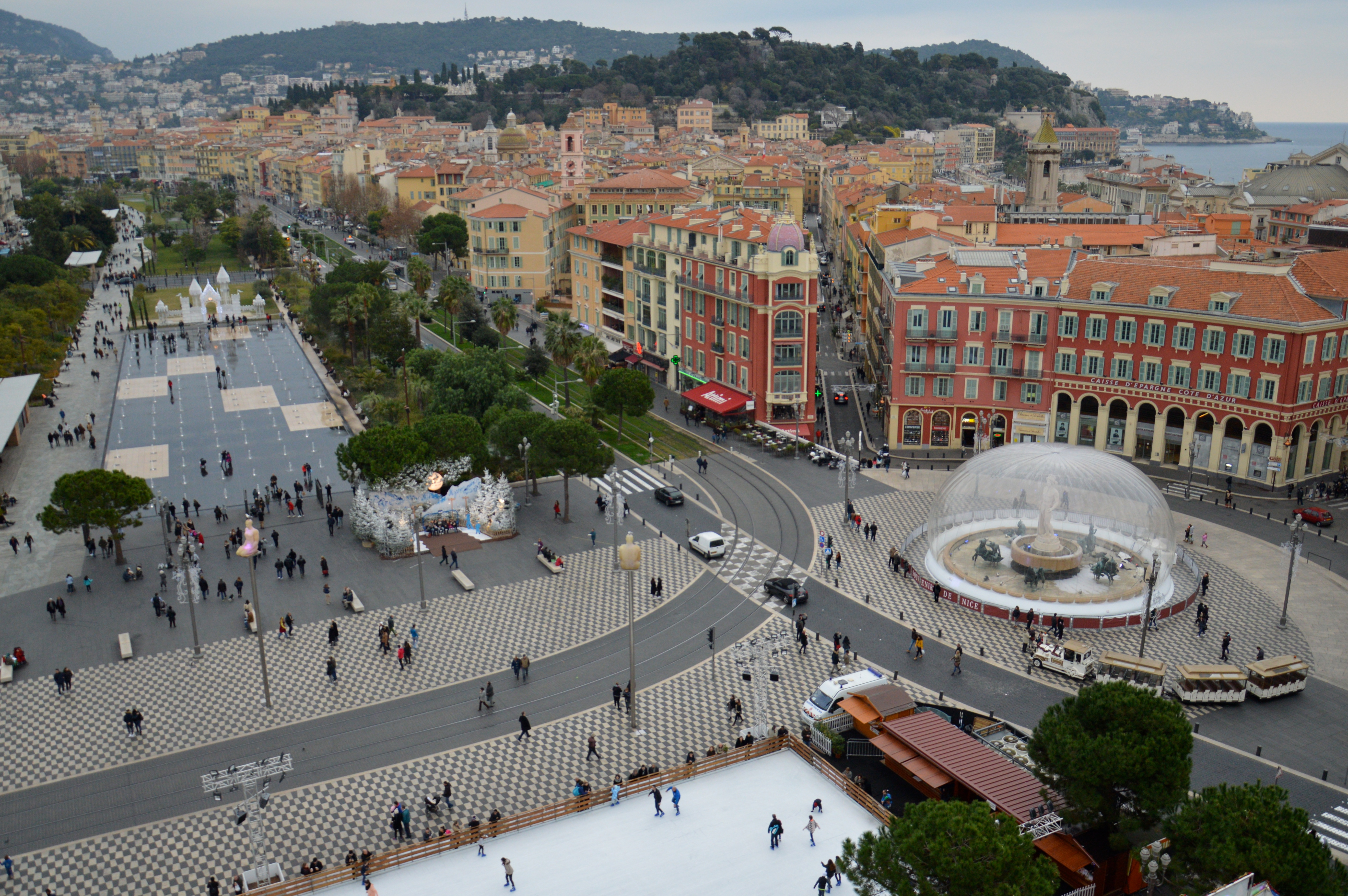
L'attuale Place Massena

Il Casinò municipale di Nizza, risalente alla fine del XIX secolo, dal 1939 è trasformato radicalmente. Infatti, si ritiene che la sua facciata stoni con l'armonia dell'intera piazza. È quindi necessario integrare meglio la sua architettura con lo stile torinese degli edifici circostanti, definito da Joseph Vernier nel 1843. Il colore grigio è stato sostituito dal rosa in concerto con gli edifici più antichi di Place Masséna. Nel 1964 scade la concessione di ottant'anni affidata al casinò al momento della sua costruzione. Qualche anno dopo, nell'ottobre 1969, si decide di demolire l’edificio. Questa decisione viene messa in atto nel giugno 1979 su mandato del sindaco Jacques Médecin. L'ex casinò municipale viene sostituito da un forum, inizialmente chiamato Forum Masséna che, nel 2007, viene ribattezzato Forum Jacques-Médecin. Dopo la sua demolizione e dopo che Jacques Médecin progetta la costruzione di un centro congressi (realizzato successivamente ad Acropolis, un quartiere poco distante), il Consiglio comunale, presieduto da Christian Estrossi decide di lasciare uno spazio all'aperto, adiacente alla piazza, arricchito da fontane, percorsi pedonali e aree verdi. iIl progetto è chiamato "Coulée verte” ed ha lo scopo di riqualificare l'intera area precedentemente occupata dal Paglione. Conosciuto anche come Promenade du Paillon, i lavori di questo parco urbano iniziano nel 2010. Il corridoio verde viene inaugurato il 26 ottobre 2013.
Nel 2004 la città riceve una menzione speciale ai Trophées de l'aménagement urbain (organizzati ogni anno dal gruppo Moniteur) che premia "i comuni audaci in termini di politica urbana e mette in evidenza i risultati esemplari". Questo premio riconosce il lavoro dell'architetto e urbanista Bruno Fortier e un investimento di quasi quattordici milioni di euro.

### La piazza come centro artistico
La piazza contiene numerose opere d'arte che la rendono una delle più caratteristiche di Nizza. Nella parte sud si trova la “Fontana del Sole” inaugurata nel 1956, sulla quale erano collocate cinque statue di bronzo dello scultore Alfred Janniot raffiguranti i personaggi della mitologia greco-romana (Terra, Saturno, Marte, Venere e Mercurio). Al centro della fontana era presente, inoltre, una statua di marmo di sette metri di altezza raffigurante Apollo. Le statue sono state in seguito tutte rimossse per delle opere di restauro che hanno comportato la chiusura della fontana. La statua di Apollo è stata ricollocata nel 2011, anno in cui la Fontana del Sole ha ripreso il normale funzionamento. 
Sette statue di resina bianca progettate dallo scultore catalano Jaume Plensa rappresentanti scribi accovacciati sono state collocate nella piazza con l'inaugurazione della nuova tramvia. Durante la notte le statue si illuminano di diversi colori.

## Uno spazio per eventi culturali e sociali

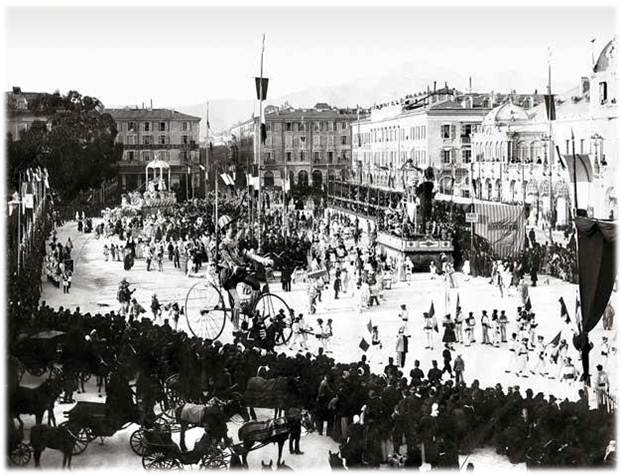
Carnevale in Place Massena del 1890

### Al centro degli eventi culturali
La piazza si presta particolarmente bene ad essere luogo di raduni ed attività culturali soprattutto grazie alla sua ampiezza. L’evento più noto è il Carnevale di Nizza, la cui prima rappresentazione risale al XIII secolo. La prima edizione moderna è del 1873, anno in cui il comitato degli organizzatori stabilisce il percorso che i carri devono seguire durante la manifestazione. Negli anni successivi il Carnevale assume maggiore importanza a livello nazionale. I carri passano nella piazza prima di dirigersi verso la Promenade des Anglais. La piazza è stata sfondo di alcune scene di celebri film come The Transporter di Luc Besson, che ha contribuito alla crescita di notorietà internazionale della piazza.

### Il carattere sociale della piazza

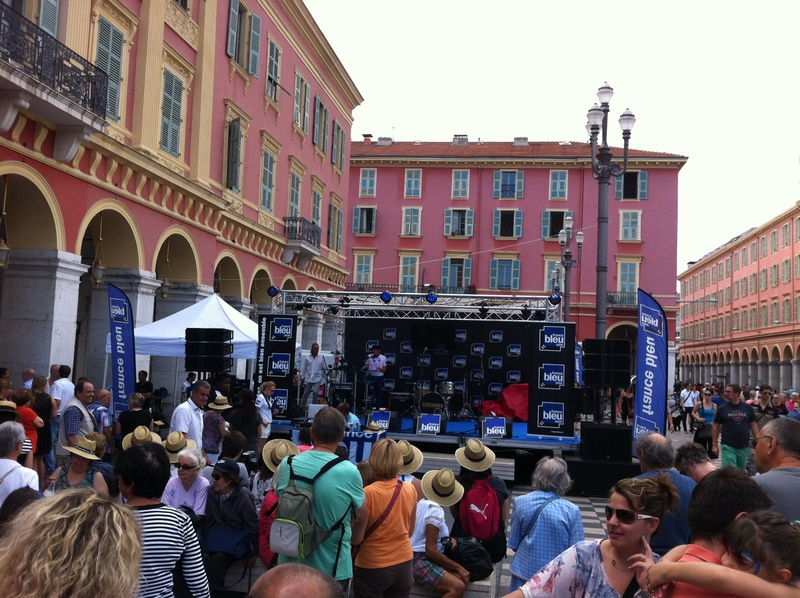
Place Massena durante la Festa della Musica del 2015

Nella piazza si trovano frequentemente artisti di strada e annualmente vi si svolge il Mercatino di Natale, oltre a fiere occasionali di vario tipo. Grazie alla sua vicinanza alla stazione ferroviaria, alle affollate vie dello shopping limitrofe e all'estesa rete tranviaria che la connette con il resto della città, la piazza può essere definita come il cuore pulsante della vita urbana.
È inoltre il luogo in cui si svolgono manifestazioni di protesta popolare o sindacale e spesso è sede degli incontri elettorali o organizzati dalle autorità. Storico è il discorso del generale Charles De Gaulle del 9 aprile 1945 pronunciato dal balcone dell'ormai demolito casinò di Nizza.